# Ignacio Álvarez Thomas
Ignacio Álvarez Thomas (Arequipa, 15 febbraio 1787 – Buenos Aires, 9 luglio 1857) è stato un militare e politico argentino, di origine peruviana. Combatté per l'indipendenza dell'Argentina e nelle guerre civili che ne sconvolsero il territorio nella prima metà del XIX secolo. Fu Direttore Supremo delle Province Unite del Río de la Plata.

## Biografia

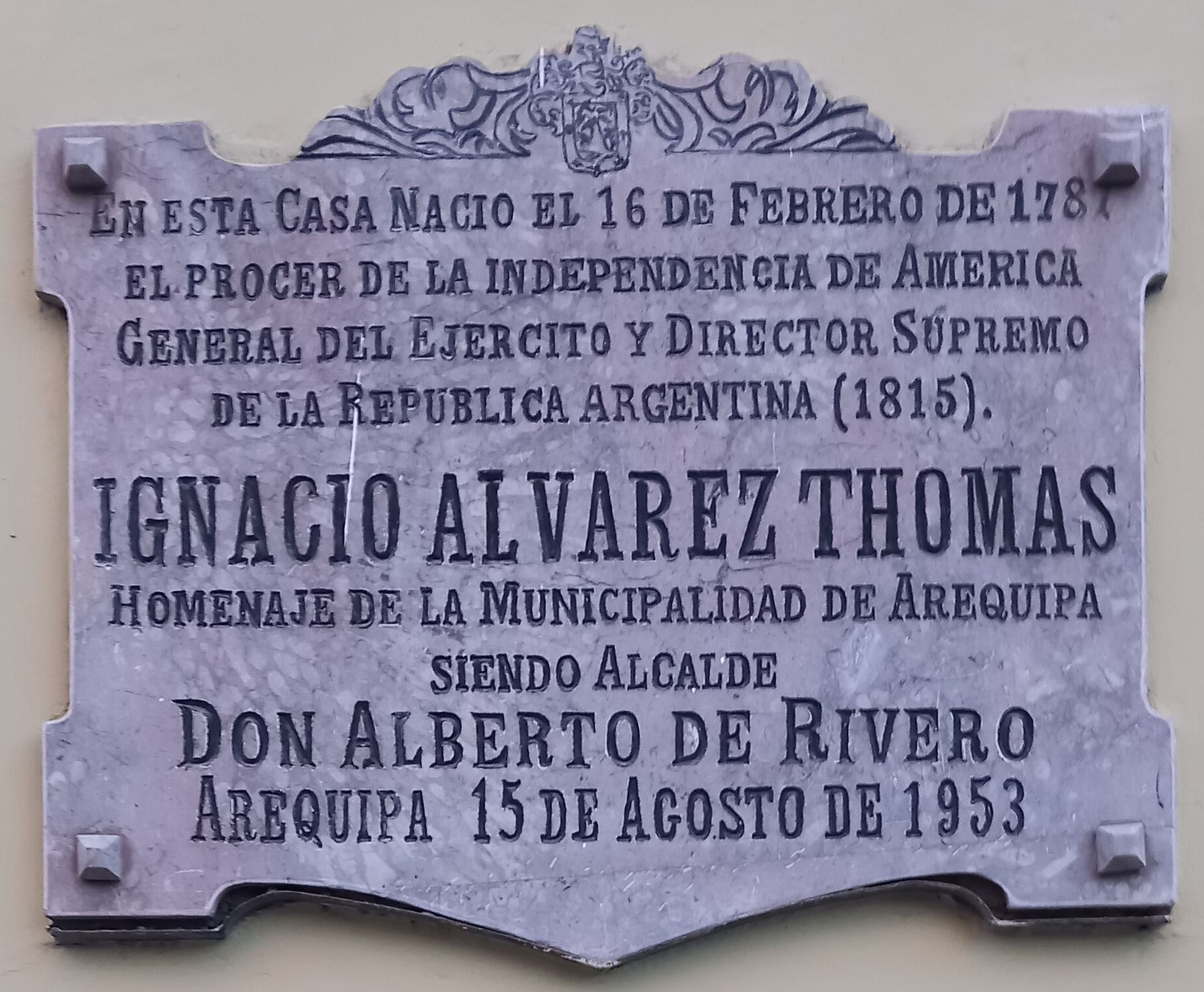
Lapide sulla casa natale di Ignazio Alvarez Thomas

Nato ad Arequipa, in Perù, si trasferì giovane con la sua famiglia a Buenos Aires. Partecipò nel 1807 alla difesa di Montevideo durante le invasioni inglesi, dai quali fu preso prigioniero. Nel 1814 si distinse nella cattura della stessa città dalla parte degli indipendentisti del Río de la Plata.
Inviato nell'aprile del 1815 dal Direttore Supremo Carlos María de Alvear a reprimere una ribellione nella provincia di Santa Fe, Álvarez Thomas prese accordi con gli insorti e si pronunciò contro lo stesso Alvear, causandone la caduta.
Nominato nuovo Direttore Supremo in sostituzione di José Rondeau, impegnato nella campagna contro i realisti al comando dell'Esercito del Nord, cercò un accordo con le province ribelli del litorale e con il loro leader, José Gervasio Artigas, che però fu respinto da quest'ultimo. Successivamente inviò due nuove spedizioni militari a Santa Fe; il comandante della seconda, Eustoquio Díaz Vélez, preferì scendere a patti con i ribelli, provocando le sue dimissioni.
Tra il 1825 e il 1827 esercitò le funzioni di ambasciatore della provincia di Buenos Aires in Perù e in Cile.
Per la sua opposizione al governo di Juan Manuel de Rosas fu da questi costretto all'esilio; tornato a Buenos Aires, morì nel 1857.